# 52P/哈靈頓-阿貝爾彗星
52P/哈靈頓-阿貝爾彗星是在太陽系的一顆週期彗星。
它是羅伯特·喬治·哈靈頓和喬治·奧格登·阿貝爾於1955年在帕洛瑪巡天使用的49英寸塞缪尔·奥斯钦望远镜望遠鏡的乾版上發現的。
自此之後，它每一次的回歸都被觀測到。它的週期大約7年，在1954、1962、1969、1976、1983、1991、和2006年都通過近日點。當它在1974年4月以0.04天文單位的距離掠過木星時，軌道週期從7.2年改變為7.6年。它的星等通常不會超過17等。
在1998/1999年，它意外的明亮。當它在1998年7月21日被阿蘭·莫瑞再發現時，預期的星等是21或22等左右。然而，它比預期亮了數千倍，達到12.2等。第二天，其他觀測者估計的亮度是10.9至11.8等。它可能在通過近日點前80天有第二次的爆發。它在1999年3月結束時的光度黯淡至12等。
當它在2006年回歸時，它又恢復到平常的亮度。

## 外部連結
- Orbital simulationArchive.today的存檔，存档日期2012-12-13 from JPL (Java) / Horizons Ephemeris（页面存档备份，存于）
- 52P/Harrington-Abell（页面存档备份，存于） – Seiichi Yoshida @ aerith.net

| 週期彗星                  | 週期彗星              | 週期彗星                      |
| ------------------------- | --------------------- | ----------------------------- |
| 前一顆彗星 51P/Harrington | 52P/哈靈頓-阿貝爾彗星 | 後一顆彗星 53P/Van Biesbroeck |
| 週期彗星列表              |                       |                               |